# Olga Xirinacs i Díaz
Olga Xirinacs i Díaz (Tarragona, 11 de maig de 1936) és una escriptora i professora de piano catalana. Autora versàtil, ha escrit poesia, novel·la, contes i assaig tant en llengua catalana com en castellana.
Col·labora habitualment en premsa periòdica: La Vanguardia, Avui, Foc Nou. Impartí cursos de narrativa a l'Aula de Lletres i a la Universitat Pompeu Fabra, de Barcelona.
Molts dels seus llibres han guanyat els premis més importants de la literatura en llengua catalana, com ara: el premi Sant Jordi, el premi Sant Joan, el Josep Pla, el Ciutat de Palma, el Ramon Llull, el Carles Riba o el Jaume Fuster, entre d'altres. El 2006, publica la seva primera novel·la escrita en llengua castellana, El hijo del tejedor.
Ha escrit més de tres-cents contes, 250 per a adults i d'altres per a nens. Fins al 1996, se n'havien editat tres volums.
És la segona dona Mestra en Gai Saber pels Jocs Florals de Barcelona després de Mercè Rodoreda. El 1990, la Generalitat de Catalunya li concedí la Creu de Sant Jordi.
Entre els anys 2007 i 2013 a l'edifici del Mas Mallol a Tarragona hi va haver una escola que duia el seu nom.
El 30 de novembre de 2023 fou reconeguda amb el grau acadèmic de doctora honoris causa per la Universitat Rovira i Virgili.

## Obra en prosa
- Música de cambra. Barcelona, 1982.
- Interior amb difunts. Barcelona, 1983.
- La mostela africana i altres contes. Barcelona, 1985.
- Al meu cap una llosa. Barcelona, 1985.
- Zona marítima. Barcelona, 1986.
- Relats de mort i altres matèries. Barcelona, 1988.
- Mar de fons. Barcelona, 1988.
- Tempesta d'hivern. Barcelona, 1990.
- Enterraments lleugers. Barcelona, 1991.
- Cerimònia privada. Barcelona, 1993.
- Josep Sala. Tarragona, 1993.
- Sense malícia. Barcelona, 1993
- Sucant el melindro. Barcelona, 1996.
- La Via Augusta. Vint pobles fan el Tarragonès. De Llevant a Ponent. Barcelona, 1997.
- Viatge d'aigua. Un passeig per la costa Daurada. Barcelona, 1999.
- La tarda a Venècia. Barcelona, 1999.
- L'home que mossegava les dones. Barcelona, 2000.
- Pavana per un tauró. Barcelona, 2001.
- No jugueu al cementiri. Barcelona, 2002.
- Els 7 pecats capitals. La peresa – eròtica-. Barcelona, 2002.
- Setmana de difunts. Barcelona, 2003.
- El viatge. Dietari 1986-1990. Barcelona, 2004.
- El hijo del tejedor. Editorial Meteora. Barcelona, 2006.[7]
- Trens. Barcelona, 2006.
- El balcón de los suicidas. Barcelona, 2007.
- Los viajes de Horacio Andersen. Tarragona, 2008.
- El maestro de nubes. Badalona, 2008.
- L'agonia de Severià Vargas. Editorial Meteora. Barcelona, 2009.[8]
- La inundació. Editorial Cossetània. Valls, 2012.
- La crisi dels vuitanta. Editorial Meteora, Barcelona, 2016.
- Reencarnacions miserables. Arola Editors. Tarragona, 2017
- La Tarragona oculta : una ruta literària amb textos d'Olga Xirinacs a cura de Magí Sunyer. Tarragona, 2017
- Titànic, l'enfonsament. Arola Editors. Tarragona, 2019.
- El rec: memòries de vint-i-sis estius. Editorial Cossetània. Valls, 2020
- Cua de vaca. Editorial Ganzell. Tarragona, 2022[9][10]
- Blaumarí. Tarragona. Arola Editors, 2022
- Estació de pas. Editorial Ganzell. Tarragona, 2024

## Obra poètica
- Botons de tiges grises. Barcelona, 1977.
- Clau de blau (Tarraconis vrit amor). Tarragona, 1978.
- Llençol de noces. Barcelona 1979.
- Tramada. Col·lectiva amb el grup l'Espiadimonis. Tarragona, 1980.
- Preparo el te sota palmeres roges. Barcelona 1981.
- Versifonies. Col·lectiva amb el grup l'Espiadimonis, Tarragona, 1987.
- Llavis que dansen, Barcelona, 1987.
- La pluja sobre els palaus. Barcelona, 1990.
- La muralla. Barcelona, 1993.
- Mansardes. Col·lectiva amb el grup l'Espiadimonis, Tarragona, 1997.
- Grills de mandarina. Lleida 2004.
- El sol a les vinyes/El sol en los viñedos.Il vangelo, Pasolini in memoriam. Edició bilingüe. Barcelona, 2005.
- Eterna. Edició bilingüe. Barcelona, 2006.
- La casona del parque. Barcelona, 2007.
- Óssa major : poesia completa 1997-2007. Barcelona, 2009.
- La taronja a terra. Barcelona, 2009.
- Tú, des del mar. Badalona, 2011.
- Balneari del nord. Badalona, 2014.
- Natura. Tarragona, 2019
- Una bomba al jardí. Barcelona: Stonberg, 2021
- “Creación”. Madrid: Huerga y Fierro editores, 2023

## Literatura infantil i juvenil
- Marina. Il·lustracions d'Asun Balzola. Barcelona, 1986.
- Patates fregides. Il·lustracions de Carme Solé. Barcelona, 1994.
- Sóc un arbre. Il·lustracions d'Asun Balzola. Barcelona, 1994.
- El far del capità. Il·lustracions de Carme Solé. Barcelona, 1994.
- Xocolata. Barcelona, 1994.
- El meu pare és capità. Il·lustracions de Gemma Sales. Barcelona, 1995.
- Final d'estiu. Barcelona, 1996.
- Wendy torna a volar. Barcelona, 1996.
- El vol de Dràcula. Il·lustracions de Francesc Infante. Barcelona, 1996.
- Mòmies. Barcelona, 1996.
- Triangles mortals o la sala dels difunts. Il·lustracions de Mercè Canals. Barcelona, 1998.
- Marina / Cavall de mar. Il·lustracions d'Asun Balzola. Barcelona, 1998.
- La núvia adormida. Barcelona, 1998.
- La Vaca Xoriça. Il·lustracions de Laia Soler. Barcelona, 1998.
- Un cadàver per sopar. Barcelona, 2000.
- L'escrivent de làpides. Barcelona, 2002.
- Sóc un arbre. Barcelona, 2006.
- Aprèn l'abecedari amb endevinalles/Aprende al abecedario con adivinanzas. Barcelona, 2007.
- Triangles mortals o la sala dels difunts. Barcelona, 2008.
- Patates fregides. Barcelona, 2009.
- El Meu pare és capità. Barcelona, 2010.
- Un Cadàver per sopar. Barcelona, 2010.
- Vols jugar amb mi?. Lleida, 2019
- Les margarides blanques. Il·lustracions de Pilarín Bayés. Cossetània Edicions.2024

## Participació en volums col·lectius
- Anys i anys: [Vint narracions d'aniversari]. Editorial El Mèdol, 1999.
- Jo sóc aquell que em dic Gerard, Terres de l'Ebre, Editorial Petròpolis, 2010.
- Escriptores tarragonines, Tarragona, Arola Editors, 2010.
- Visual i dits i nas i orelles i gust de cireres. Editorial Piscina un petit oceà, 2019.

## Obra traduïda

### Al castellà
- Zona marítima. Novel·la. Traducció de Sara Pujol. Barcelona, 1987.
- El faro del capitán. Madrid, 1994.
- Fin de verano. Traducció de l'autora. Madrid, 1996.
- El vuelo de drácula. Madrid, 1996.
- El árbol de mi patio. Il·lustracions d'Asun Balzola. Traducció de l'autora. Barcelona, 1996.
- Marina y Caballito de mar. Traducció de l'autora. Madrid, 1998.
- La novia dormida. Traducció de l'autora. Barcelona, 1998.
- El escribiente de lápidas. Traducció de Pau Joan Hernàndez. Barcelona, 2002.
- Mi padre es capitán. Barcelona, 2003.
- Virginia no ha muerto. Lleida, 2014. Traducció de l'autora de la novel·la Al meu cap una llosa.
- ¿Quieres jugar conmigo?. Il·lustracions de Mabel Piérola. Lleida, Editorial Milenio, 2019.

### A altres llengües
- Diversos contes traduïts a l'alemany, al basc, al castellà i al rus.
- Lips that dance (poesia) traduïda a l'anglès per Hillary J Gardner. Universitat de Washington.
- Poemes al francès en revistes diverses de França i el Canadà.
- Jardines sobre el mar, Antologia bilingüe de poemes. Traducció al rus d'Elena Zernova. Universitat de Sant Petersburg, 2003.

## Premis i reconeixements[11]
- 1976 - Flor natural als Jocs Florals de la Llengua Catalana de Lausana
- 1976 - Premi Vila de Martorell de poesia per Feix de poemes per omplir un capvespre
- 1977 - Viola als Jocs Florals de la Llengua Catalana de Múnic
- 1978 - Flor Natural als Jocs Florals de Barcelona
- 1980 - Premi Caravel·la per Preparo el te sota palmeres roges
- 1982 - Josep Pla per Interior amb difunts
- 1984 - Sant Jordi per Al meu cap una llosa
- 1986 - Premi Crítica Serra d'Or de novel·la per Al meu cap una llosa
- 1986 - Ramon Llull per Zona marítima
- 1987 - Carles Riba per Llavis que dansen
- 1987 - Crítica Serra d'Or de Literatura Infantil i Juvenil per Marina
- 1990 - Creu de Sant Jordi
- 1990 - Sant Joan per Enterraments lleugers
- 1994 - Ciutat de Palma per Sense malícia
- 2000 - Premis Literaris Ciutat de Badalona de Narrativa Juvenil Un cadàver per sopar
- 2002 - Premi Sèrie Negra de Novel·la per No jugueu al cementiri
- 2012 - Olga Xirinacs. Escriptora capital. Actes d'homenatge organitzats per la Biblioteca Pública de Tarragona
- 2014 - Homenatge de la URV i Diputació de Tarragona amb l'exposició Obra i figura de l'escriptora tarragonina Olga Xirinacs, en commemoració dels 30 anys del Premi Sant Jordi.
- 2022 - Premi Jaume Fuster dels Escriptors en Llengua Catalana[4][10]
- 2023 - Doctora honoris causa per la Universitat Rovira i Virgili.[6]
- 2024 - Premi Trajectòria a la Creació. Festival Tiana Negra.[12]